# Maranhão 66
Maranhão 66 é um documentário de curta-metragem brasileiro de 1966, dirigido por Glauber Rocha.

## Sinopse
A pedido do então governador eleito e amigo José Sarney (então com 35 anos), Glauber Rocha produziu um documentário sobre a cerimônia da posse do político em ascensão da UDN/ARENA em 1966, dois anos depois do golpe militar de 1964. A posse de Sarney, em 1966, marcava o início do domínio político de sua família no Maranhão, interrompido somente em 1º de janeiro de 2007, com a posse de Jackson Lago no Palácio dos Leões.
Ante o discurso de posse de Sarney e a celebração da multidão com o novo governo, o documentário expõe a miséria da população maranhense. Enquanto Sarney, em um exercício retórico, se comprometia solenemente a acabar com as mazelas do estado, o filme mostrava as mesmas: casas miseráveis, hospitais infectos, vítimas da fome ou da tuberculose.

## Terra em Transe
Glauber retirou dois planos dos negativos de Maranhão 66 para sobrepor em Terra em Transe. Foi utilizado para um comício do personagem Filipe Vieira (vivido por José Lewgoy), governador da província de Alecrim, no fictício país chamado Eldorado. Vieira era um político demagogo que se elegeu à custa do voto dos camponeses e operários e que, após assumir o governo, ordenou o fuzilamento dos líderes populares.
Foi também no set de Maranhão 66 que Eduardo Escorel, então técnico de som, leu pela primeira vez o roteiro de Terra em Transe, filme em que assinaria a montagem.

## Comentários
Sobre o documentário, Glauber Rocha comentou em 1980: "É uma reportagem sobre as eleições de um governador (José Sarney) no Maranhão; é muito importante para mim, porque o filmei com som direto e foi uma experiência muito útil para “Terra em Transe” porque participei das etapas de uma campanha eleitoral"
Já José Sarney disse: "Tomava eu posse no governo do Maranhão e fiz uma ousadia que não deveria ter feito com um amigo da estatura de Glauber Rocha. Eu lhe pedira que documentasse a minha posse. Glauber fez o documentário que foi passado numa sala de cinema de arte, há 15 anos. E quando o público viu que uma sessão de cinema de arte ia ser passado um documentário que podia ter o sentido de uma promoção publicitária, reagiu como tinha que reagir. Mas aí, o documentário começou a ser passado, e quando terminaram os 12 minutos o público levantou-se e aplaudiu de pé, não o tema do documentário mas a maneira pela qual um grande artista pôde transformar um simples documentário numa obra de arte: ele não filmou a minha posse, ele filmou a miséria do Maranhão, a pobreza, filmou as esperanças que nasciam do Maranhão, dos casebres, dos hospitais, dos tipos de ruas, e no meio de tudo aquilo ele colocou a minha voz, mas não a voz do governador. Ele modificou a ciclagem para que a minha voz parecesse, dentro daquele documentário, como se fosse a voz de um fantasma diante daquelas coisas quase irreais, que era a miséria do Estado".